# 경절사

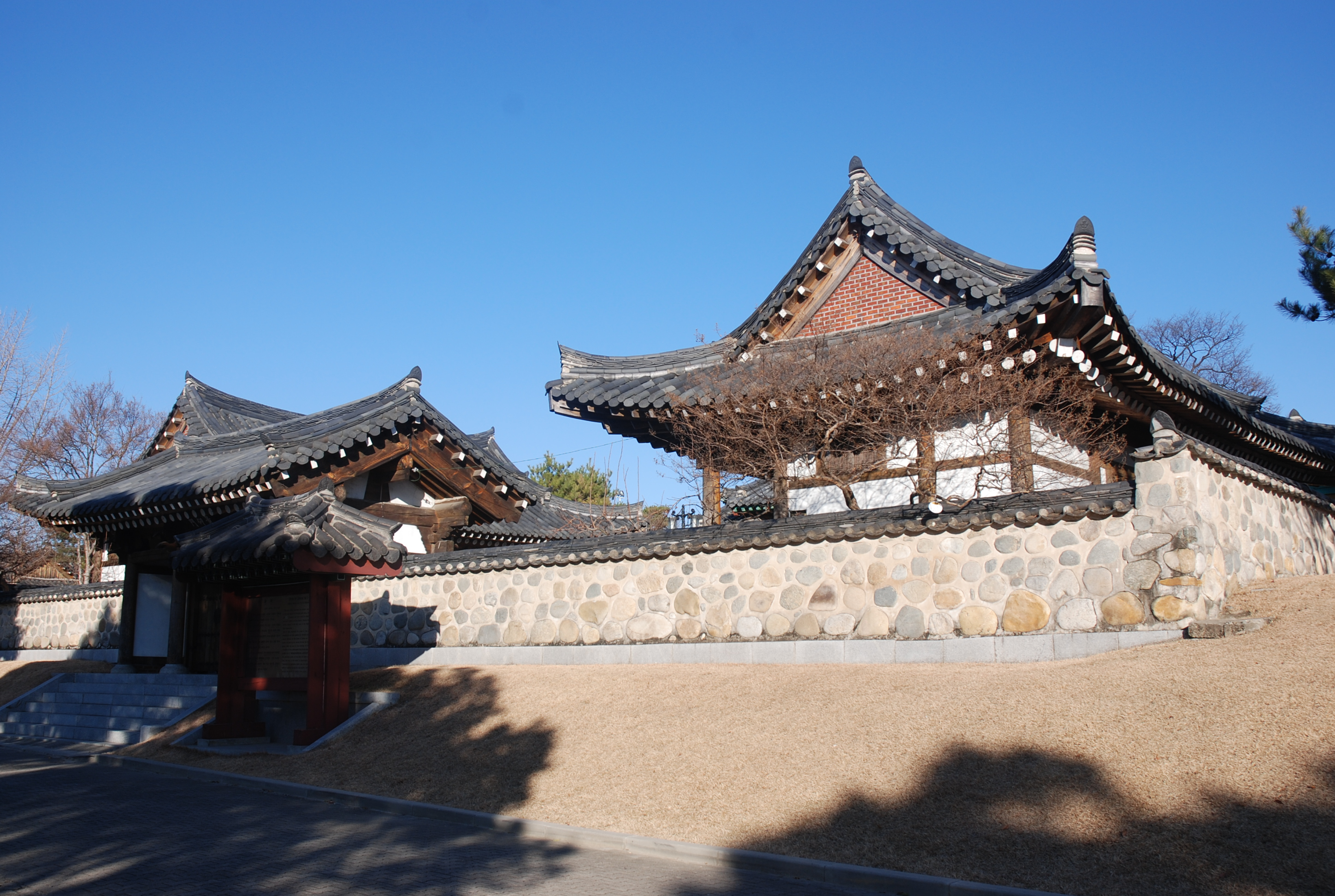
경절사 전경

경절사(擎節祠)는 대한민국 경상남도 진주시 남성동 진주성 내에 있으며, 고려의 문신 하공진의 영정과 위패를 봉안하고 향례를 받드는 사당이다.
하공진의 출생은 언제인지 알려지지 않았고, 1009년 목종 12년 중랑장의 신분으로 강조의 정변에 참가하여, 목종을 폐하고, 현종을 즉위시키는 데 공을 세워 상서좌사랑중이 되었다. 요나라(거란)이 쳐들어오자 남쪽으로 피난 중이던 현종을 뒤따라가 양주에서 거란군의 철수 교섭을 자청하였다. 그는 현종의 사절로 거란 성종을 만나서 스스로 볼모가 되는 조건으로 군대를 철수시키는 데 공을 세웠다.

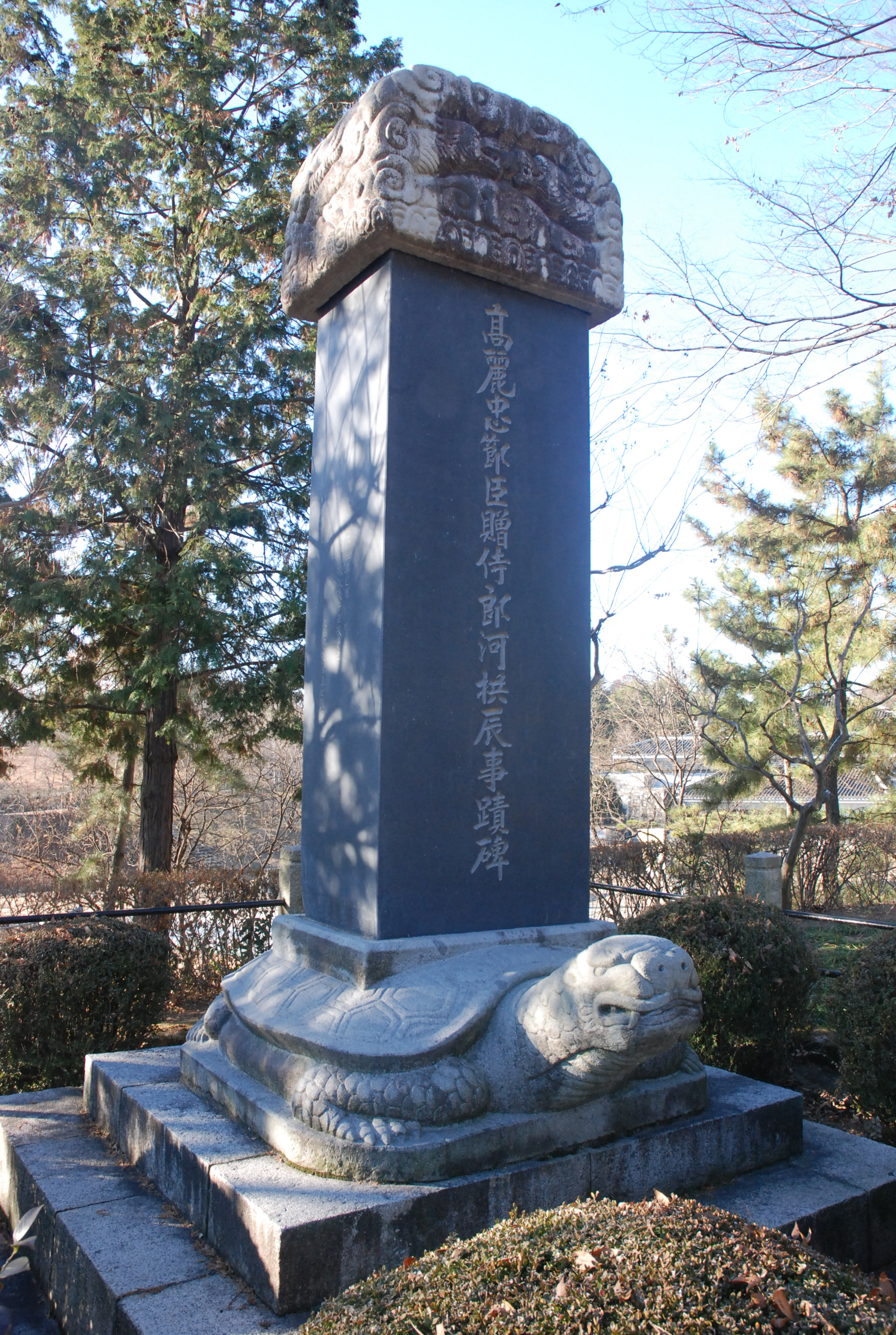
하공진 사적비(진주성)

사후 상서공부시랑(尙書工部侍郞)에 추증되었고, 영정을 기린각에 모셨다. 현재 진주성 내에 있는 경절사에 배향되어 있다. 경절사 앞에는 하공진의 사적비가 서 있고, 맞은 편으로 경절사가 있다. 경절사 오른 편으로는 탑림이 있고, 왼쪽 편으로는 문익점의 장인으로 실질적으로 면화를 재배했던 정천익을 모신 청계서원이 있다.

## 같이 보기
- 하공진
- 강조의 정변